# Tøndebaandsmoden
Tøndebaandsmoden er en dansk stum komediefilm fra 1910 produceret af Nordisk Films Kompagni. Filmens instruktør er ukendt.
Filmen blev distribueret af Fotorama og havde dansk premiere i Panoptikon den 19. december 1910. Filmen blev distribueret bredt internationalt. 

## Handling
Den engelske beskrivelse af filmen: "Matinee hats and hobble skirts are the subject of the humour in this film. The hat is a source of much annoyance to everyone and in the end causes a duel, after which it is used as a stretcher to carry home the combatant who gets the worst of the encounter".

## Medvirkende
- Otto Lagoni
- Ingeborg Larsen
- Lauritz Olsen
- Doris Langkilde